# St. Nikolaus (Aš)

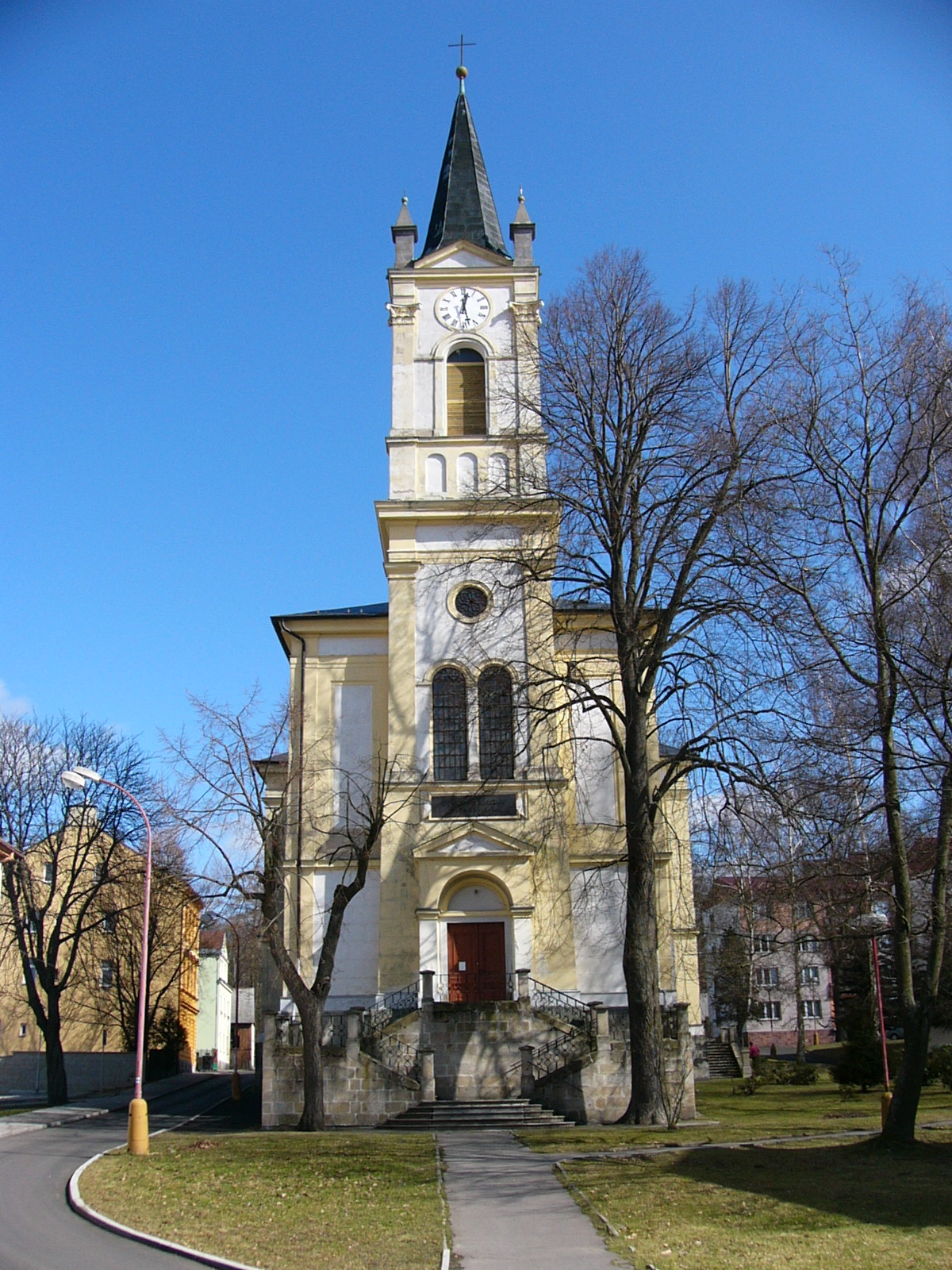
Frontansicht der Kirche

St. Nikolaus ist eine katholische Nikolaikirche in der tschechischen Stadt Aš. Sie befindet sich auf dem ehemaligen Schlossberg direkt neben dem Stadtmuseum.

## Geschichte
Die aus dem Jahr 1780 stammende kleine barocke römisch-katholische Kirche St. Nikolaus wurde 1867 abgerissen und mit dem Bau einer neuen Kirche begonnen. Das 42 Meter lange, 13 Meter breite und 13,5 Meter hohe Gebäude, sowie der 48 m hohe Turm wurde von dem Franzensbader Architekten Wiedermann konzipiert. Die 53.675 Gulden kostende Kirche wurde am 24. September 1872 von Friedrich zu Schwarzenberg geweiht.
Neue Kirchenglocken aus Budweis erhielt die Kirche im Jahr 1922, die ursprünglichen waren im Ersten Weltkrieg eingeschmolzen worden. Neben vier Beichtstühlen, der Kanzel und dem Taufbecken befinden sich im Inneren 14 Bilder des Kreuzweges, sechs Skulpturen und eine Statue der Jungfrau Maria mit dem Jesuskind. Auf der Westempore befindet sich eine einmanualige Orgel. 
In den Jahren 2008/09 wurde das Dach repariert.

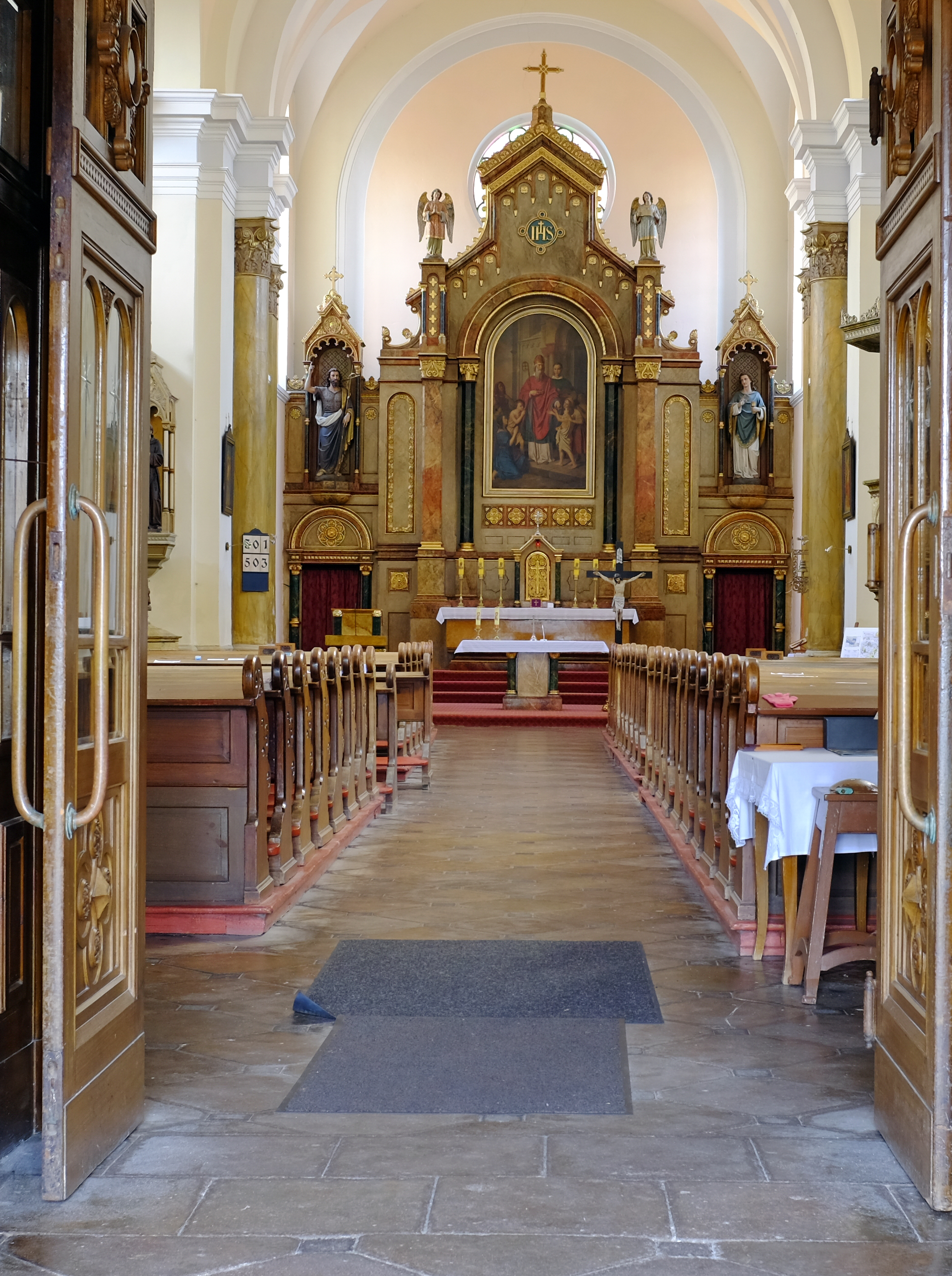
Innenansicht
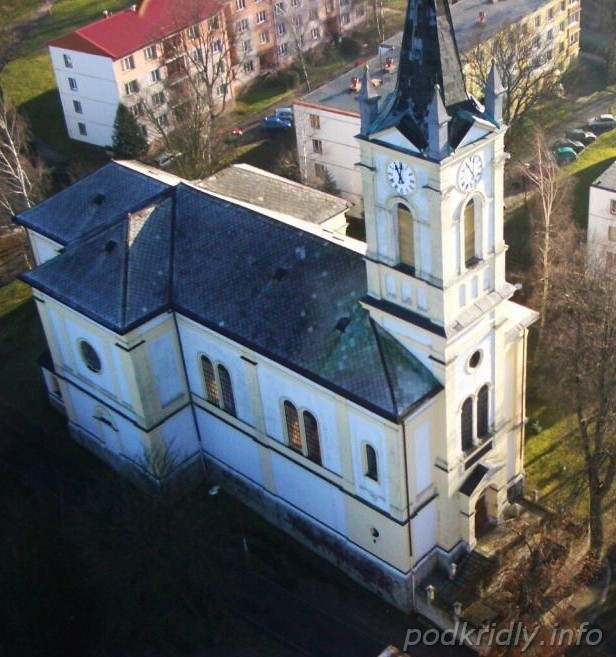
Luftbild